# 时传祥 (电影)
《时传祥》是一部反映全国劳动模范时传祥事迹的电影，2002年9月28日开拍，吕晓禾主演，杜民执导，其他主要演员还有姜华、方舒。